# Natalis vùng Ulster

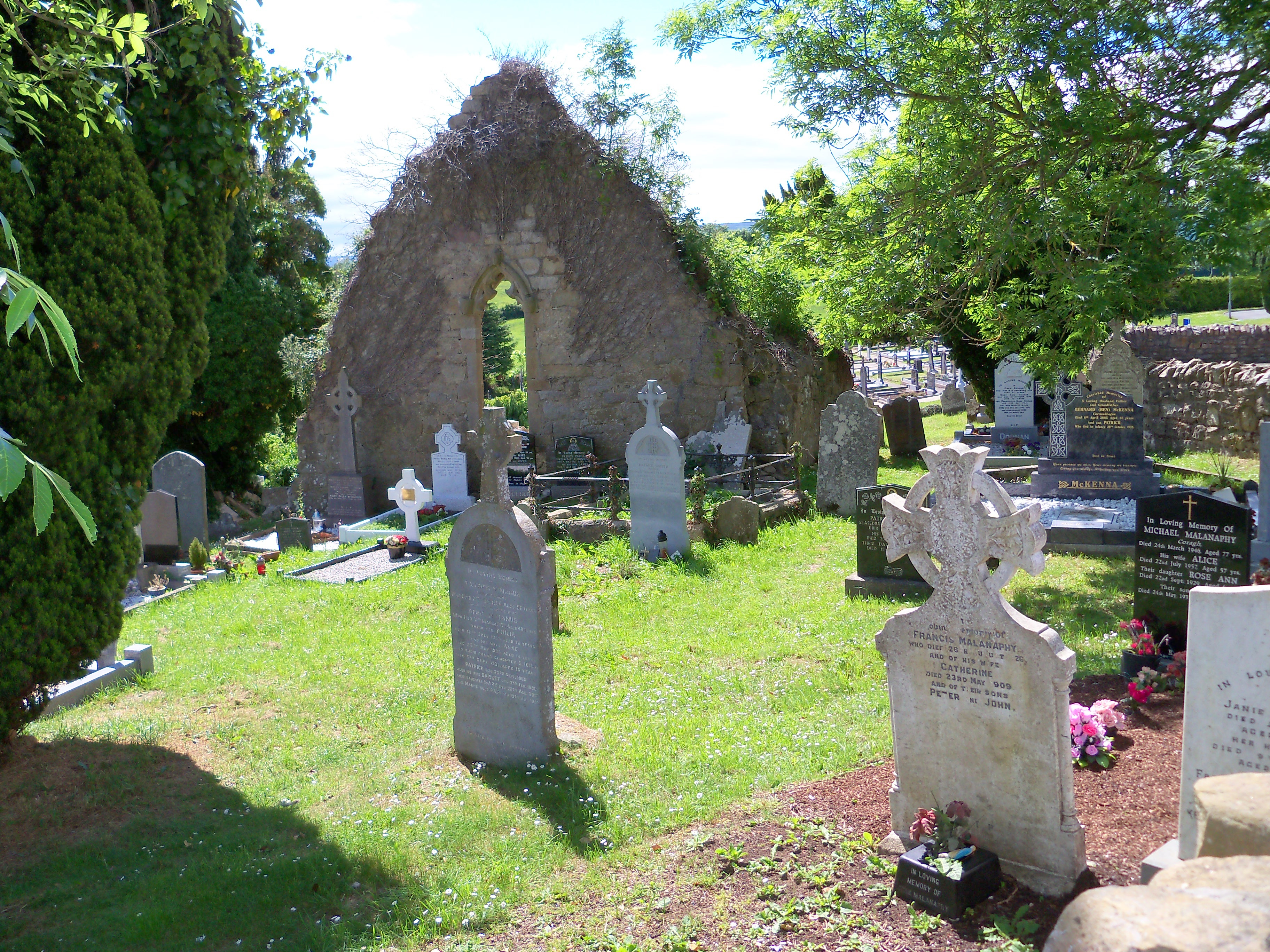
Di chỉ của Naile ở Kinawley, Fermanagh

Natalis hay còn gọi là thánh Naile (??-564) là một vị tu sĩ người Ailen đã qua đời 564. Ông là một tu sĩ Ailen và vị Thánh Công giáo ở thế kỷ thứ VI. Cha ông là Aenghus hậu duệ ba đời của Lughaidh, vua của xứ Munster. Ông qua đời năm 564. Trong cuộc đời của mình, Natalis đã thành lập tu viện ở Ulster và phục vụ như một vị trụ trì tại Abbey St Naul và ở đảo Devenish nơi ông đã đắc đạo thành Thánh Molaise. Những di chỉ của ông vẫn còn tồn tại bên cạnh Giáo hội Kinawley, nơi vẫn còn lưu giữ một số kỷ vật của ông đến thế kỷ XIX. Ngày Lễ Thánh của Natalis là ngày 27 tháng 01.